# Качина

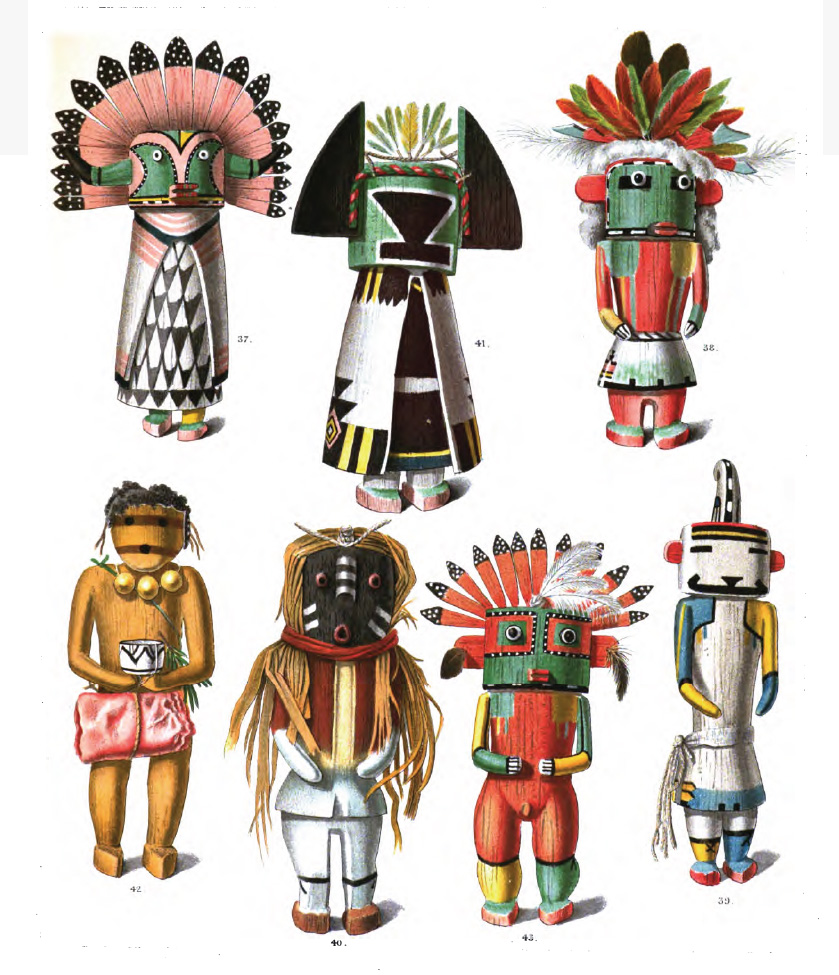
Малюнок, що зображає ляльок-качина, з книги 1894 р. з антропології.

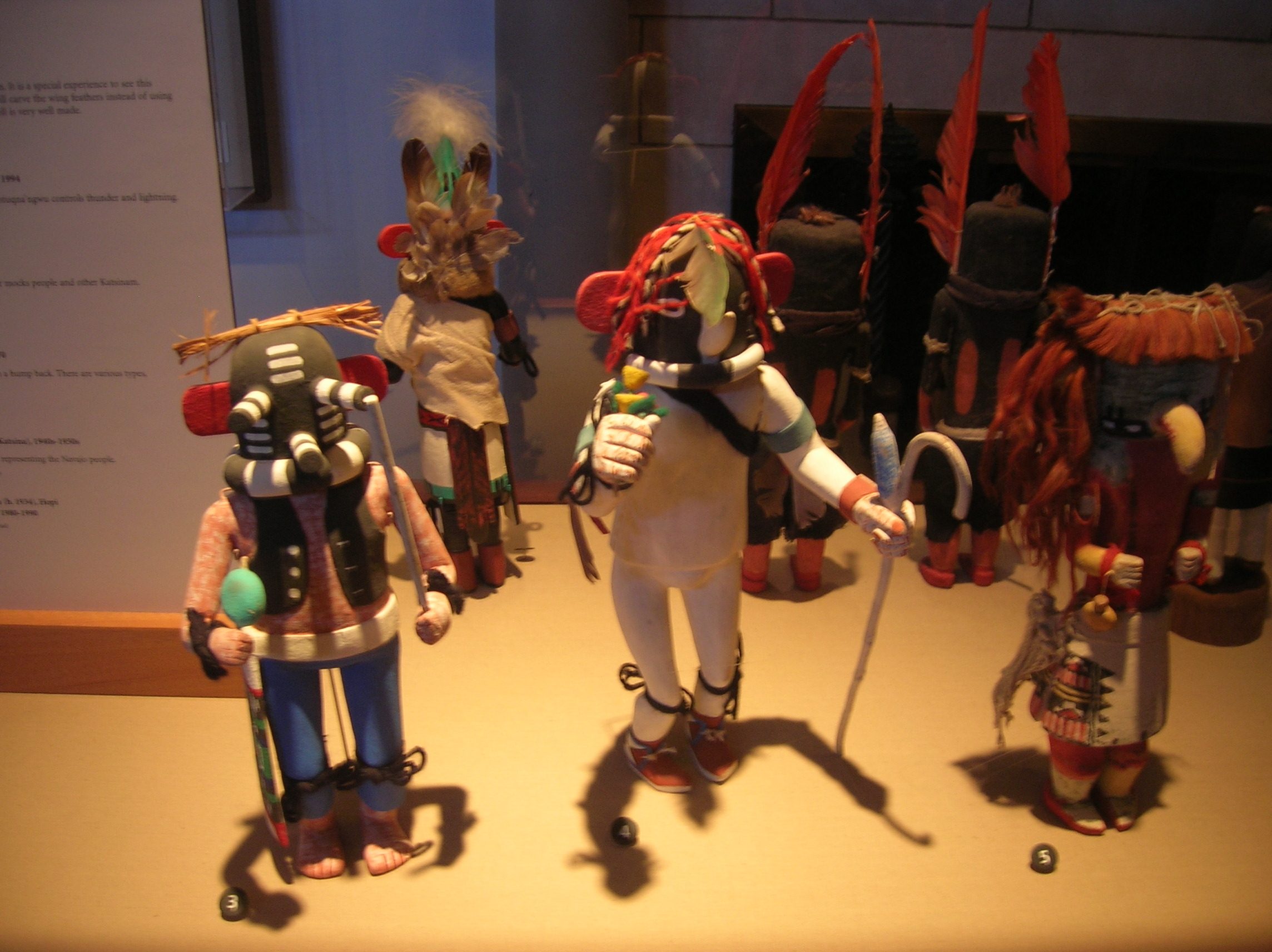
Ляльки-качина в музеї Герда, р. Фінікс, Аризона.

Качина, на мові хопі — kachina, kəˈtʃiːnə, katsina, qacína, /kətˈsiːnə/, множ. katsinim /kətˈsiːnɨm/ — духи в космології і релігії спочатку західних пуебло, потім інших народів пуебло та навіть сусідніх народів, включно з давніми суперниками пуебло — навахо. Індіанці-пуебло виготовляють ляльки-качина, які відіграють церемоніальну роль і в даний час, також є одним з предметів сувенірної торгівлі.
Велику колекцію ляльок-качина зібрав відомий американський політик Баррі Голдвотер. Зараз ця колекція зберігається в музеї Герда.